# The Feynman Lectures on Physics
The Feynman Lectures on Physics de Richard Feynman, Robert Benjamin Leighton e Matthew Sands é o conjunto de três livros acompanhados de um complemento que reune 129 aulas ministradas pelo físico estado-unidense Richard Feynman na universidade de Caltech, na Califórnia, durante os anos de 1962 e 1963. As aulas foram,  concomitantemente, transcritas e revisadas por Robert Leighton e Matthew Sands e, posteriormente, publicadas em três volumes pela Addison-Wesley Publishing Company.
O livro é um clássico entre os físicos e estudantes da disciplina, e pode ser acessado para consulta em língua original em página eletrônica mantida pela Caltech na internet.
A primeira edição traduzida em português no Brasil foi lançada em 2008 pela Bookman Editora, sob o título Lições de Física de Feynman.